# 大貝尼茨湖

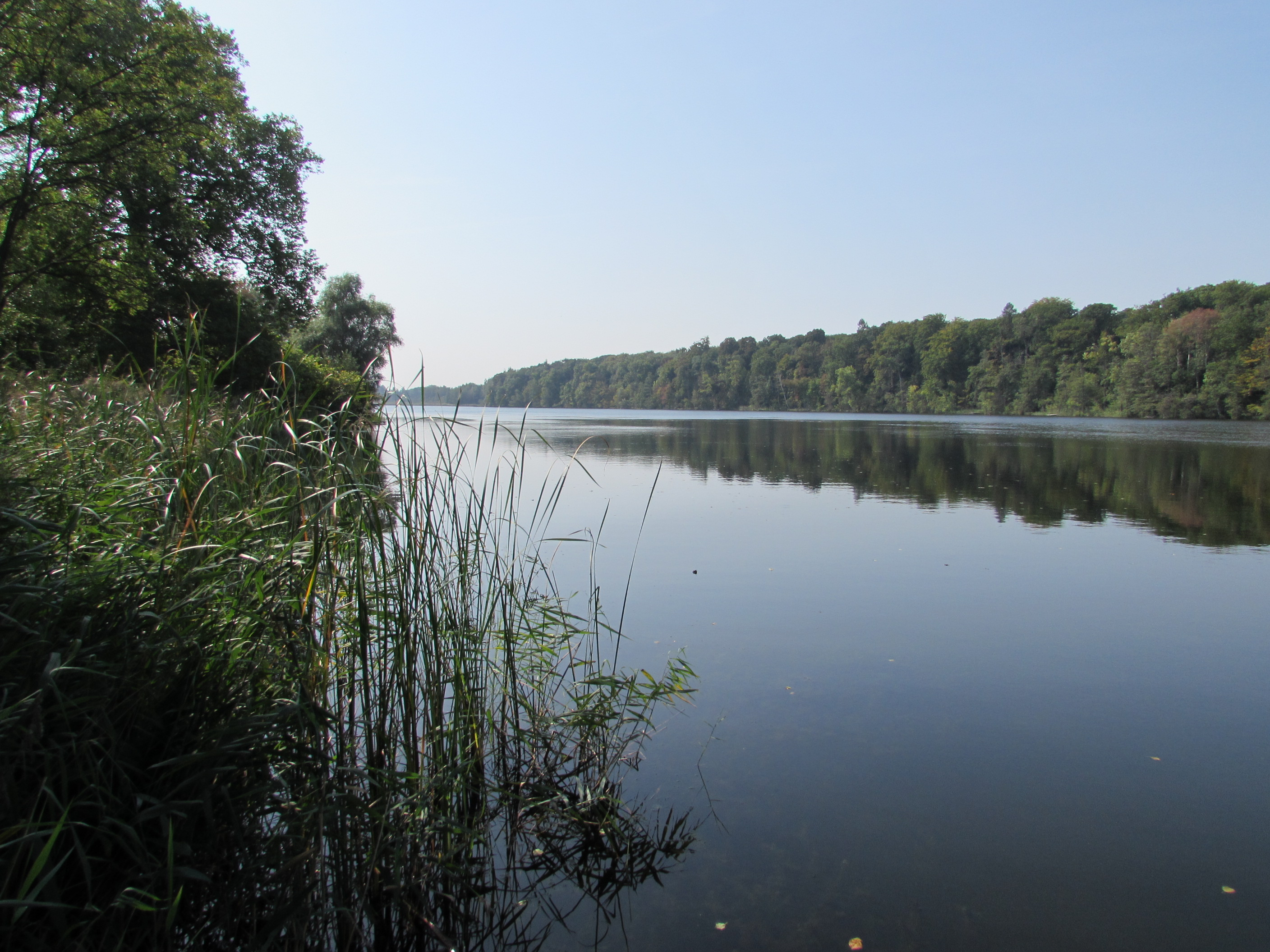

52°34′52″N 12°43′37″E / 52.58100°N 12.72700°E
大貝尼茨湖（德語：Groß Behnitzer See），是德國的湖泊，位於該國西南部，由勃蘭登堡州負責管轄，處於哈弗爾蘭縣的瑙恩，長1.2公里、寬0.2公里，該湖以東南面的城鎮命名。